# Huawei Y3 II
Huawei Y3 II — телефон компанії Huawei. Був анонсований у квітні і випущений в червні 2016 року.
Також смартфон випускався в Індії під назвою Honor Bee 2.
Смартфон позиціювався як бюджетний варіант зі стартовою ціною від 77 доларів.

## Зовнішній вигляд
Корпус повністю пластиковий, поверхня задньої кришки має фактуру «під метал». З лівого боку на корпусі  розташована кнопка Smart Key, за допомогою якої налаштовується швидкий доступ до потрібних функцій, шляхом одного чи подвійного натискання.
Особливість телефону — Colorful Lights — обідок навколо основної камери телефону, який змінює колір і може бути налаштована під потреби користувача.
Товщина телефону — 9.9 мм, ширина — 66.7 мм, висота — 134 мм, вага — 150 грамів.
Huawei Y3 II виходить у 5 кольорах: чорний Obsidian Black, білий Arctic White, рожевий Rose Pink, блакитний Sky Blue, золотий Sand Gold.

## Апаратне забезпечення
Процесор Huawei Y3 II — MediaTek MT6582M з чотирма ядрами Cortex-A7 частотою 1.3 ГГц. Відеоядро ARM Mali-400 MP2.
Телефон має 4.5-дюймовий екран, виготовлений за технологією TN. Роздільна здатність 854 × 480.
Внутрішня пам'ять складає 8 ГБ із можливістю розширення до 32 ГБ. Оперативна пам'ять  — 1 ГБ.
Основна камера — 5 Мп з подвійним LED-спалахом та автофокусом, фронтальна камера — 2 Мп.
Знімний акумулятор 2100 мА·год.

## Програмне забезпечення
Huawei Y3 II працює на операційній системі Android 5.1 (Lollipop) з графічною оболонкою EMUI 3.1.
Підтримує стандарти зв'язку: 3G (WCDMA/UMTS), 2G (EDGE).
Бездротові інтерфейси: Wi-Fi 802.11 b/g/n, точка доступу, Bluetooth 4.0, A2DP, LE.
Навігаційні системи: A-GPS. Має FM радіо, роз'єм 3,5 мм для навушників.